# (4382) Stravinsky
(4382) Stravinsky est un astéroïde de la ceinture principale.

## Description
(4382) Stravinsky est un astéroïde de la ceinture principale. Il fut découvert par Freimut Börngen le 29 novembre 1989 à Tautenburg. Il présente une orbite caractérisée par un demi-grand axe de 2,54 UA, une excentricité de 0,19 et une inclinaison de 6,24° par rapport à l'écliptique.
Il fut nommé en hommage au compositeur et chef d'orchestre russe Igor Stravinsky (1882-1971), naturalisé français puis américain.

## Compléments